# Кулинич Михайло Миронович
Миха́йло Миро́нович Кули́нич — старший прапорщик Державної служби України з надзвичайних ситуацій.

## Життєпис
Станом на лютий 2018 року — водій, 5-та державна пожежно-рятувальна частина ГУ ДСНС у Львівській області. З дружиною, сином і донькою проживає у місті Дрогобич.

## Нагороди та вшанування
- Указом Президента України № 741/2019 від 10 жовтня 2019 року за «особисту мужність і самовіддані дії, виявлені у захисті державного суверенітету та територіальної цілісності України» нагороджений орденом «За мужність» III ступеня[2].